# Crucea Ismailului

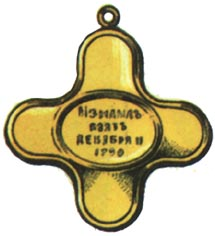
Crucea Ismailului

Crucea Ismailului a fost o medalie rusească. Ea a fost înființată de țarina Ecaterina a II-a a Rusiei, pentru a fi acordată ofițerilor și soldaților ruși care au participat, la 11/22 decembrie 1790, la asedierea și ocuparea orașului Ismail (astăzi în Ucraina), luptând sub comanda mareșalului Aleksandr  Suvorov. Fortăreața Ismail  era apărată de turci.

## Decorația
Medalia este formată dintr-o cruce de culoare galbenă cu marginile rotunjite și cu inscripția în limba rusă „Ismailul a fost capturat la 22 decembrie 1790“.

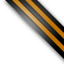
Panglica (asemănătoare cu cea a Ordinului Sf. Gheorghe)

## Panglica
Panglica avea trei dungi negre și două dungi galbene (portocalii).